# PlanetSide 2
PlanetSide 2 ist ein Massively Multiplayer Online First-Person Shooter von Rogue Planet Games (vormals Sony Online Entertainment) aus dem Jahr 2012. Das Spiel ist in der Gamingwelt der bisher einmalige Versuch, in einem Shooter mehrere tausend Spieler gleichzeitig auf einer Map gegeneinander kämpfen zu lassen. PlanetSide 2 hält den Weltrekord für die größte Shooterschlacht aller Zeiten. Zum 10-jährigen Jubiläum rief Daybreak auf, den bereits bestehenden Rekord zu brechen. Am 5. November 2022 wurde der bisherige Rekord von 1.158 Spielern um 372 Spieler übertroffen. Er beträgt somit aktuell 1.530 Spieler und wurde auf dem Server Emerald erreicht.
Planetside 2 ist eine Neuauflage von PlanetSide aus dem Jahr 2003 und setzt auf ein Free-to-play-Geschäftsmodell. Über Mitgliedschaften mit speziellen Vorteilen und einer Bezahlwährung im Spiel werden der Betrieb der Server sowie die Weiterentwicklung finanziert.

## Handlung
Die Hintergrundgeschichte spielt in einer fernen Zukunft. Nachdem die Erde durch einen verheerenden Krieg knapp dem Untergang entronnen war, kam die Menschheit zur Besinnung und vereinte sich unter einem Banner als Terranische Republik. Einige Zeit später erschien und verschwand plötzlich spurlos ein Wurmloch, welches sich die Wissenschaftler nicht erklären konnten. Der damalige Präsident Tom Connery glaubte dies sei ein Beweis für intelligentes außerirdisches Leben und startete darauf mehrere Weltraum-Expeditionen. Die erste Expedition fand einen ersten Hinweis der Connerys Verdacht bestätigte; eine antike Figurine außerirdischer Herkunft. Connery sandte darauf eine zweite Expedition tiefer ins All. Mehrere Raumschiffe flogen darauf in das Wurmloch und strandeten dort für lange Zeit, die Situation für die Besatzungen wurde immer bedrohlicher. Infolge der Belastung dem die Crew ausgesetzt war und der knapp werdenden Vorräte wurden strikte Ausgangssperren an Bord verhängt. Später wurde eine Wahl über die Notwendigkeit dieser Maßnahme abgehalten. Die Befürworter gewannen nur sehr knapp. Es waren fast so viele Gegenstimmen gezählt worden. Daraufhin wurde eine zweite Wahl angekündigt. Doch es detonierte eine Bombe die von Terroristen gezündet wurde und zerstörte das Schiff auf dem die Wahl abgehalten werden sollte. Alle an Bord starben, darunter auch der Präsident. Das Ausgangsverbot blieb bestehen.
Später entdeckte die Expedition den erdähnlichen Planeten Auraxis und als ein Resultat die uralte, verwaiste „Vanu“-Technologie. Darunter waren auch die „Wiedergeburts-Kammern“, die es ermöglichen einen Verletzten oder Toten mittels kleinster Mengen genetischen Materials völlig gesund wiederauferstehen zu lassen. Dies nahm den Gegnern der Schreckensherrschaft der Terranischen Republik auf Auraxis die Angst vor Repressionen. Als Resultat bannte sie diese Technologie, aber einige Wissenschaftler arbeiteten weiterhin an ihr und bildeten die Vanu-Souveränität, weshalb sich die Terranische Republik militarisierte, um dies zu unterbinden. Infolge dieser Militarisierung und Unterdrückung spaltete sich eine Gruppe Separatisten ab, stahl Ausrüstungen und Waffen und formte das Neue Konglomerat. Nun exakt 175 Jahre nach diesen Ereignissen, in denen der Präsident Tom Connery und andere Führer getötet wurden, brach der Krieg zwischen der Terranischen Republik und dem Neuen Konglomerat aus. Darauf griff das Konglomerat die Vanu-Souveränität an, die immer noch an den außerirdischen Technologien forscht, und nun auch in den Krieg mit der Terranischen Republik mit hineingezogen wurde. Die Feindseligkeiten zwischen den Fraktionen ersticken jedwede Bemühungen einen Weg zu finden wieder mit der Erde Kontakt aufzunehmen. Der Krieg tobt seitdem unaufhörlich auf Auraxis.

## Fraktionen
Die drei Fraktionen, im Spiel „Imperien“ (Empires) genannt:

### Terranische Republik
Die Terranische Republik (Terran Republic) ist die autoritäre Regierung der Erde. Sie hält die Bürger unter strikter Kontrolle und wird daher als diktatorisch wahrgenommen. Sie strebt den Wiederanschluss von Auraxis an die Erde an. Ihre Militärdoktrin setzt auf konventionelle Waffen mit hoher Kadenz und großen Magazinen, sowie schnelle Fahrzeuge. Ihre Farben sind rot und schwarz.

### Vanu-Souveränität
Die Vanu-Souveränität (Vanu Sovereignty) ist eine hochtechnisierte, militante Gruppe von Transhumanisten und Wissenschaftlern, die auf geborgene außerirdische Technologie in Form von uralten Artefakten setzt, die verstreut auf Auraxis zu finden sind. Sie sieht diese Alien-Hochtechnologie als einziges Mittel an, die Menschheit zu einer höheren Existenzebene zu befördern und will diese für sich monopolisieren. Ihre Militärdoktrin setzt auf zielgenaue Laser- und Plasmawaffen, sowie auf Antigravitations-Antriebe. Ihre Farben sind purpur und blaugrün.

### Neues Konglomerat
Das Neue Konglomerat (New Conglomerate) ist die gemäßigte der drei Fraktionen. Sie besteht aus lose organisierten Rebellen, Separatisten und Freiheitskämpfern, angeführt von Ausgestoßenen, Industriegiganten, Piraten und hochrangigen Ex-Militärs. Sie spaltete sich in der Vergangenheit während der zunehmenden Militarisierung und Diktatur der Terranischen Republik von dieser ab. Ihre Militärdoktrin setzt auf Gauß-Waffen, sowie auf schwere Panzerungen. Ihre Farben sind blau und gelb.

### NS Operatives
Die Nanite Systems Operatives sind Androiden, die immer der Fraktion aushelfen, die die niedrigste Server-Bevölkerung hat. Man kann sie jedoch nicht als eine eigenständige Fraktion bezeichnen, präziser wäre der Begriff „Söldner“. Somit werden zu starke Unterschiede in der fraktionsspezifischen Spieleranzahl ausgeglichen. Die Operatives konnten anfangs nur durch eine aktive Mitgliedschaft gespielt werden. Seit 2021 wurden die NS Operatives für alle Spieler zugänglich und erhielten zudem neue, fraktionsspezifische Waffen und Fahrzeuge.

## Spielwelt
Der Planet Auraxis besitzt neun Kontinente, mit verschiedenen Klimazonen und Beschaffenheiten. Sechs sind davon bislang spielbar:
Indar
Indar (vormals Ishundar) ist ein Kontinent mit Wüsten, Savannen und Badlands. Das weite Wüstengebiet ist ein ausgetrockneter Meeresboden, auf dem Walskelette, Muscheln und riesige Korallenformationen zu finden sind. Umgeben ist sie von schroffen Badlands, die auf ihren Plateus savannenartiges Terrain wie Grasland und Bäume beherbergen. Durch das vielfältige Gelände des Kontinents sind unterschiedliche Kampfstile notwendig.
Indar ist der erste Kontinent, der in PlanetSide 2 eingeführt wurde.
Esamir
Esamir ist ein Permafrost-Kontinent mit weiten, ebenen Eiswüsten, wenig Vegetation und riesigen Kristallformationen. Er bietet deshalb nur wenig Sichtschutz und Deckungsmöglichkeiten. Die vereisten Flüsse bieten ebene Flächen, um Basen zu bauen oder Distanzkämpfe zu führen. Esamir ist der einzige Kontinent, auf dem Polarlichter zu sehen sind. Zudem gibt es hier sogenannte Eindämmungsanlagen, die es auf keinem anderen Kontinent gibt.
Amerish
Amerish ist ein gemäßigter Kontinent mit viel schroffen, steilen Gebirgen und Wäldern. Dadurch können Flugzeuge schnell verschwinden. Fahrzeuge sind gezwungen, auf den teils engen Passagen zu kämpfen.
Hossin
Hossin ist ein Kontinent mit riesigen zusammenhängenden Sümpfen und Dschungel. Die riesigen Bäume überragen die Gebäude und machen es Flugzeugen schwer den Boden im Auge zu behalten. Durch die Vegetation ist es jedoch auch für Fahrzeuge schwierig sich fortzubewegen.
Koltyr
Koltyr war einst ein Trainingskontinent für neue Spieler bis Level 15. Durch die sehr kleine Karte und die Beschränkung auf drei Einrichtungen konnten Spieler die Welt und die Spielmechanik kennenlernen. Später wurde Koltyr nur noch bei besonders geringen Spielerzahlen freigeschaltet. Inzwischen ist der Kontinent nicht mehr aktiv
Oshur
Ist ein tropisches Inselsystem mit verschiedenen Landschaften wie Diamantenwäldern, Höhlensystemen oder auch Wüsten. Warpgates sind auf dieser Karte nicht mehr existent, da sie durch Flugzeugträger ersetzt werden. Diese verteidigen automatisch die Küstengebiete um sie herum.

## Soldatenklassen
Spion
Der Spion (Infiltrator) übernimmt die Rolle des Scharfschützen und Aufklärers und kann als Hauptwaffe Scout-Gewehre, Maschinenpistolen und Scharfschützengewehre verwenden. Er kann sich mit einer Tarnvorrichtung zeitweise tarnen und mit Bewegungssensoren Feindkräfte aufklären. Er ist zudem bestens als Infiltrator geeignet, um Feindbasen zu unterlaufen, um Konsolen und Abwehrtürme zu hacken. Allerdings hat er im Gegensatz zu allen anderen Klassen einen schwächeren Schild. Als Spezialgranate kann er anstatt der Splitter- auch eine EMP-Granate oder Täuschgranate mitführen. Der Spion kann als einzige Klasse keinen C4-Sprengstoff verwenden, dafür aber Antipersonenminen.
Leichte Angriffseinheit
Die Leichte Angriffseinheit (Light Assault) zeichnet sich durch Mobilität und Schnelligkeit aus. Es stehen verschiedene freischaltbare Jetpacks zur Verfügung, mit denen sich der Spieler individueller fortbewegen kann. Die verfügbare Ausrüstung setzt sich aus Schrotflinten, Karabinern und Maschinenpistolen zusammen. Sie kann unter anderem C4 Sprengsätze und Rauchgranaten verwenden. Zusätzlich ist sie mit einer „Rocklet Rifle“, einer Art Granatwerfer mit kleinen Raketen zur Fahrzeug- und Luftabwehr ausgestattet.
Schwere Angriffseinheit
Die Schwere Angriffseinheit (Heavy Assault) kann mit leichten Maschinengewehren ausgerüstet werden, um Unterstützungsfeuer zu geben, hat allerdings auch Zugriff auf Maschinenpistolen und Schrotflinten. Zusätzlich verfügt sie über Raketenwerfer, um Fahr- und Flugzeuge zu bekämpfen. Außerdem besitzt die Schwere Angriffseinheit einen zusätzlichen Schild, der je nach Art, Schaden verringert oder komplett absorbiert, bis die Energie der Fähigkeit aufgebraucht ist. Sie kann ebenfalls C4-Sprengstoff freischalten. Als Spezialgranate kann die Schwere Angriffseinheit auch eine Antifahrzeuggranate oder eine Verwirrungsgranate mit sich führen.
Ingenieur
Der Ingenieur (Engineer) ist in der Lage Vehikel, Max-Einheiten, Konsolen und Abwehrtürme zu reparieren und Munition zu verteilen. Zudem kann er leichte stationäre Geschütze oder Barrieren („Hardlight Barriers“) aufstellen. Neben der Fähigkeit C4 Sprengsätze oder Antipersonenminen zu platzieren, kann er als einzige Klasse auch Minen zur Fahrzeugabwehr einsetzen.
Sanitäter
Der Sanitäter (Combat Medic) ist mit medizinischer Nanotechnologie ausgestattet, die es ihm ermöglicht Verbündete zu heilen und wiederzubeleben. Bewaffnet ist er hauptsächlich mit Sturmgewehren, Schrotflinten und Maschinenpistolen. Er kann Heil- oder Wiederbelebungsgranaten anstatt der Splittergranate mitführen, alternativ aber auch mit C4-Sprengstoff ausgerüstet werden. Er besitzt die Fähigkeit, sich und andere in der Nähe zu heilen und ein kleines Bodengerät aufzustellen, das im Umkreis die Schilde regeneriert.
MAX-Einheit
Die MAX-Einheit (Mechanized Assault eXosuit) ist ein Soldat in einem künstlichen Exoskelett. Mit diesem ist er schwer gepanzert und hat deutlich mehr Lebensenergie als normale Infanterie. Er kann von Ingenieuren repariert, anstatt geheilt werden. An beiden Armen kann Bewaffnung angebracht werden, welche je nach Waffe gegen Infanteristische Ziele oder Fahr- und Flugzeuge geeignet ist.

## Fahrzeugklassen
In PlanetSide 2 stehen den Spielern 6 verschiedene Fahrzeugklassen zur Verfügung. Jedes Fahrzeug kann individuell mit Upgrades und Waffen ausgebaut werden.
Flash
Der Flash ist ein mobiles Quad, das zwei Soldaten gleichzeitig transportieren kann.
Harasser
Der Harasser ist primär als wendiges und schnelles Kampffahrzeug für drei Soldaten gedacht. Neben dem Fahrer, gibt es noch einen Schützen, sowie einen hinteren Außenplatz, von wo aus der Ingenieur das Fahrzeug reparieren kann.
Sunderer
Der Sunderer wird als Transportfahrzeug und Spawnpunkt eingesetzt um Angriffe oder Verteidigungen zu starten. Seine Form erinnert an die eines Busses, es können insgesamt bis zu 12 Personen Platz finden. Zudem bietet er zwei Geschütze, womit sich die Spieler auch verteidigen können.
Lightning
Der Lightning ist ein kleiner mobiler Panzer mit nur einem Sitz. Der Spieler übernimmt sowohl die Aufgaben des Schützen als auch des Fahrers. Neben den, für Panzer typischen, großkalibrigen Geschützen kann auch eine Flugabwehrkanone, genannt „Skyguard“ verwendet werden, die die Bekämpfung von Luftzielen erlaubt.
Fraktionsspezifische Panzer
Jede Fraktion verfügt über einen eigenen Panzer, der typische Eigenschaften für die jeweilige Fraktion besitzt.
Der Prowler der Terranischen Republik ist ein schneller Panzer der über eine zweiläufige Kanone verfügt und die Möglichkeit besitzt, sich im Boden zu verankern, was die Mündungsgeschwindigkeit der Projektile erhöht. Zudem verfügt er noch über eine aktivierbare Fähigkeit, die die Nachladegeschwindigkeit der Kanone zeitweise verbessert.
Der Magrider der Vanu Souveränität schwebt und ist dadurch sehr schnell und mobil.
Die Plasma Kanone ist direkt ins Chassis des Magrider integriert.
Zudem verfügt er über einen Nachbrenner, der die Beschleunigung und Geschwindigkeit des Fahrzeuges Fahrtrichtung verbessert. Dies erlaubt es dem Magrider, Kampfpositionen zu erreichen, die anderen Fahrzeugen durch Hindernisse verwehrt bleiben.
Der Vanguard des Neuen Konglomerates ist wie der Prowler ein konventioneller Panzer.
Er ist jedoch langsam und schwer gepanzert und bewaffnet. Seine Geschosse verursachen den größten Schaden und er hat 20 % mehr Lebenspunkte als die anderen fraktionsspezifischen Panzer, dafür aber keine standardmäßige Fähigkeit. Als optionale Fähigkeit besitzt er einen Schild, der sämtlichen, von vorn und der Seite erlittenen Schaden reduziert.
Die NS-Fraktion hat zwei spezifische Fahrzeuge. Javelin ist ein schwebendes Motorrad in einem experimentellen Design. Es ist extrem mobil und kann selbst das unwegsamste Gelände mühelos überqueren. Zudem kann es bewaffnet werden, ist jedoch sehr schlecht gepanzert. Zudem kann die NS-Fraktion die Chimera nutzen. Sie ist ein sechsrädriger Kampfpanzer mit einer vom Fahrer bedienten Hauptkanone und einem Geschützturm, der an der Vorderseite des Fahrzeugs montiert ist. Im Gegensatz zu anderen Kampfpanzern verfügt die Chimera auch über vier Außensitze, einen an jedem der vier Hinterräder des Panzers. Die Mitfahrer sind jedoch völlig ungeschützt und haben nur einen geringen Bewegungsradius.
FNT (ANT) Fahrzeug
Das ANT ist ein Erntefahrzeug für das Mineral Kortium. Es ist notwendig, um eigene Basen zu errichten. Es gibt auch ein Modul, mit dem ein FNT zu einem Spawnpunkt umgebaut werden und Fahrzeuge mit Munition versorgen kann.
Colossus
Der Colossus ist ein riesiger Panzer mit fünf Sitzplätzen. Er ist sehr effektiv gegen den die Bastion und muss mit Outfit-Ressourcen hergestellt werden. Er kann nicht, wie alle anderen Fahrzeuge, mit Naniten bezahlt werden. Der Colossus führt eine große Railgun als Bordkanone und braucht Cortium als Kraftstoff, welcher von einer ANT gesammelt werden muss. Schüsse mit der Hauptwaffe beschädigen den Colossus, weshalb er regelmäßig repariert werden muss.

## Flugzeugklassen
Neben den Fahrzeugen können die Spieler auch zwischen vier verschiedenen Flugzeugarten wählen.
Valkyrie
Die Valkyrie ist ein bewaffnetes Transportflugzeug für 6 Soldaten. Die Soldaten sitzen in Reihen offen an den Seiten des Fliegers, wodurch sie sich gegen Feinde verteidigen können. Je nach Ausstattung können auch Reparaturstationen abgeworfen werden.
Liberator
Der Liberator ist ein schweres Kampfflugzeug für drei Soldaten mit drei Geschützen.
Galaxy
Die Galaxy ist das größte Flugzeug, hier finden bis zu 12 Soldaten platz, sie verfügt vier Geschütze und kann gut für Trupps als Transport und Angreifmittel benutzt werden. Eine Galaxy kann mit zusätzlichen Modulen andere Fahrzeuge reparieren, aufmunitionieren oder abschirmen. Es gibt auch ein Modul, mit dem die Galaxy zu einem Spawnpunkt umgebaut werden kann.
Fraktionsspezifische Flugzeuge
Wie bei den Fahrzeugen besitzt auch bei den Flugzeugen jede Fraktionen ein eigenes Flugzeug mit eigenen Waffen. Die Mosquito für die Terranische Republik, die Scythe für die Vanu Souveränität und der Reaver für das Neue Konglomerat. Sie sind für einen einzelnen Soldaten gedacht, der schnell und wendig zuschlagen kann.
Die NS-Fraktion kann den Dervish nutzen – einen schweren Jäger mit zwei Sitzen. Der Derwisch ist nicht sehr wendig jedoch stark gepanzert und bewaffnet. Er ist schneller als schwerere Flugzeuge.
Bastion
Die Bastion ist ein fliegender Flugzeugträger mit insgesamt 48 Sitzplätzen. Sie muss in Outfits durch die Kombination mehrerer Teile hergestellt werden. Outfits erhalten diese durch die Einnahme gegnerischen Basen. Eine Bastion kann nur auf Kontinenten gerufen werden, auf denen auch gekämpft wird (Amerish, Esamir, Hossin, Oshur oder Indar). Durch die neun spielergesteuerten Geschütztürme zur Luft- und Bodenabwehr ist die Bastion eine massive Bedrohung für alle Ziele in Reichweite. Alle anderen Sitzplätze dienen dazu, die fraktionsspezifischen Flugzeuge aus dem Hangar zu fliegen. Wenn alle kritischen Flächen zerstört wurden, explodiert die Bastion. Sie ist zudem maximal eine Stunde nutzbar, bevor sie wieder in den Orbit zurückkehrt.

## Gameplay
PlanetSide 2 ist ein Online-Open-World-Spiel in Form eines Ego-Shooters, der Infanterie, Boden und Luftkämpfe auf riesigen Kontinenten vereint. Pro Map, beziehungsweise Kontinent, können bis zu 2000 Spieler gleichzeitig gegeneinander kämpfen. Dadurch entstehen Schlachten mit hunderten von Spielern, die teilweise über Stunden andauern können. Drei Fraktionen bekriegen sich auf 4 Kontinenten (von insgesamt neun) Kontinenten um die territoriale Vorherrschaft. Der fünfte Kontinent Koltyr ist ein Trainingskontinent, welcher einst nur für Spieler unter Level 15 war, mittlerweile ist er von jedem betretbar. Viele Spieler haben große Probleme, einen richtigen Einstieg in das Spiel zu finden. Die erfahrenen Spieler werden nicht von den Anfängern getrennt, wodurch kombiniert mit der Komplexität des Spiels schnell Frust entstehen kann. Die Entwickler kündigten jedoch neue Tutorialkurse an, um den Einsteigern den Weg ins Spiel zu vereinfachen. Die Haupt-Stützpunkte für jede Fraktion sind die Warpgates. Von dort aus startet der Spieler und es gilt Festungen, Stationen, Außenposten, Technikanlagen, Verstärkerstationen und Biolabore des jeweiligen Kontinents einzunehmen. Gebiete bringen bei Besitz diverse Ressourcen ein, die sich in verbrauchbare Ausrüstungsgegenstände, sowie Fahr- und Flugzeuge investieren lassen. Kontinent-Vorherrschaften bringen preissenkende Boni ein. Der Besitz von Biolaboren bringt für verletzte Truppen Gesundheitsregeneration, Technikanlagen lassen die Fraktion auf Kampfpanzer zugreifen und Verstärkerstationen bieten einen Reparatur- und Munitionsbonus an Landeflächen und Munitionstürmen.
Regelmäßig starten unterschiedliche „Operationen“ oder „Alerts“ auf den Kontinenten, an denen die Spieler freiwillig teilnehmen können. So stehen bei der dreißig minütigen „Aerial Anomalie“ alle Flugzeugklassen den Spielern kostenlos zur Verfügung. Dabei spawnt eine Art schwarzes Loch im Himmel, um das die Spieler fliegen müssen, wodurch sie Punkte für ihre Fraktion generieren. Wer am Ende die meisten Punkte generiert hat gewinnt. Bei der fünfundvierzig minütigen Operation „Refine and Refuel“ ist das ANT-Fahrzeug und der Sunderer kostenlos. Es spawnen zwei Silos auf der Karte, die mit dem Mineral Cortium gefüllt werden sollen. Wenn ein Silo voll ist, schießt es automatisch in den Orbit. Die Fraktion, die dabei am meisten Kortium in das Silo getankt hat, gewinnt Punkte. Danach spawnt an einer anderen Position ein neues Silo und das Spiel beginnt von vorn. Es gibt noch deutlich mehr solcher „Alerts“, aber am Ende der verschiedenen Operationen gibt es immer eine Hauptoperation. Diese dauert exakt 90 Minuten an. Ziel ist es am Ende dieser Zeitspanne, die meisten Gebiete auf den Kontinenten erobert zu haben. Die Fraktion, die den höchsten Prozentanteil an Gebieten erobert hat, gewinnt die Macht über den gesamten Kontinenten. Hat eine Fraktion einen Kontinent erobert, erhalten alle Spieler dieser Fraktion, abhängig davon, wie lange sie an der Alert teilgenommen haben, Belohnungen. Auch die beiden Verliererfraktionen erhalten eine kleinere Belohnung. Die Belohnung setzt sich aus Zertpunkten und ISO-4 Punkten zusammen, mit denen man Implantatpakete kaufen kann. Wenn man Glück hat, können jedoch auch Helme, einzigartige Tarnungen oder sehr seltene Waffen gewonnen werden.
Spieler können sich in sogenannten Outfits (Clans) organisieren. Ähnlich einem Rollenspiel lässt sich der Spielcharakter ausbauen, nach Vorlieben und Spielweise anpassen und steigt mit der Zeit durch den Erwerb von Erfahrungspunkten in der Stufe (Battle Rank) auf und erhält sogenannte Zertifizierungspunkte, mit denen sich neue Waffen, Waffenaufsätze, Granatentypen und Ähnliches freischalten lassen.
Spieler haben die Möglichkeit, sich in Trupps („Squads“) mit maximal 12 Spielern zu koordinieren, was mehr Erfahrungspunkte liefert. Truppführer haben die Möglichkeit, ein Platoon zu bilden. In einem Platoon spielen vier Trupps zusammen, also maximal 48 Spieler.
Truppführer können eine Spawnleuchte aufzustellen, wo deren Trupp-Mitglieder respawnen können und dann mit Drop-Pods auf dem Schlachtfeld landen. Zusätzlich haben sie (wie auch Platoonführer) die Möglichkeit, taktische Mittel wie Rauchzeichen, Kartenmarkierungen und Wegpunkte zu benutzen und mit anderen Anführern zu kommunizieren.
Es ist auch möglich, selbst Einrichtungen zu bauen. Die Spieler müssen zuerst mit dem ANT-Fahrzeug das Mineral Kortium abbauen, was verstreut auf der Karte wächst. Wenn genug gesammelt wurde, platziert der Spieler sein Fahrzeug, wodurch er Zugriff auf verschiedene Bauwerke wie Mauern, Geschütztürme, Garagen und mehr bekommt. Grundlage für jede Basis ist ein Silo, was zu Beginn des Baus mit Kortium befüllt werden muss. Das Silo versorgt im nach hinein die umliegenden Bauwerke mit Kortium und ist somit das Herz jeder Basis. Jeder Spieler hat nur eine begrenzte Anzahl an verfügbaren Bauelementen zur Verfügung, andere Spieler können jedoch die Basis weiter mit ausbauen. So können mächtige Komplexe entstehen, wenn z. B. ein organisierter Platoon aus 48 Spielern eine Einrichtung baut. Selbsterbaute Basen können dazu genutzt werden, taktisch den Vorstoß der Feinde aufzuhalten und sie wieder zurückzudrängen.
Die Spielmechanik von PlanetSide 2 ist maßgeblich an die der Battlefield-Reihe angelehnt.

## Entwicklungsgeschichte
Im Oktober 2009 begannen die Arbeiten an PlanetSide 2. Das Spiel wurde am 7. Juli 2011 auf der Sony Fan Fair angekündigt. Die geschlossene Beta-Version lief vom 6. August bis zum 17. November 2012. Am 20. November 2012 wurde das Spiel für Windows veröffentlicht. Am 5. Juni 2013 wurde es für die PlayStation 4 angekündigt.
Das Spiel wird beständig in enger Zusammenarbeit mit der Community um Spielinhalte erweitert und mittels Patches verbessert.
Am 2. Juli 2014 wechselte PlanetSide 2 Europe vom bisherigen Publisher ProSiebenSat.1 Media AG zu Sony Online Entertainment.
Mit 1158 Spielern in einer einzigen Schlacht stellte PlanetSide 2 am 24. Januar 2015 einen Weltrekord auf. Diese galt als größte Shooterschlacht aller Zeiten.
Nach Verkauf im Januar 2015 benannte sich das Betreiberstudio Sony Online Entertainment in Daybreak Game Company um.
Im Mai 2016 führten die Entwickler das Construction System ins Spiel ein, was den Spielern ermöglichte, selbst Basen zu bauen.
Im Dezember 2018 kündigte Daybreak den matchbasierten Shooter „PlanetSide Arena“ an, der Massenschlachten in Form von verschiedene Modi beinhalten soll. Durch die Entwicklung von PlanetSide Arena wurde für PlanetSide 2 folgendes Update ermöglicht.
Am 25. April 2019 erschien das größte Update seit 2016 für PlanetSide 2. Dabei stand die technische Seite im Vordergrund, unter anderem wurde die Engine auf die DirectX 11 Version geupgraded, was vielen Spielern ein flüssigeres Gameplay ermöglichte. Durch ein neues Dateiverpackungssystem verkürzten sich die Ladezeiten, Hackern wurde es weiter erschwert, Fuß zu fassen. Auch die Söldnerfraktion NSO – Nanite System Operatives war Bestandteil des Updates, sowie einige weitere kleine Optimierungen, wie ein überarbeitetes Spawnsystem.
Daybreak Games kündigte am 21. Januar 2020 an, sich in drei Franchise Studios aufzuteilen. So zieht sich Daybreak als Entwickler zurück und möchte sich als Publisher um die Titel kümmern. Zu den neuen Studios zählen Darkpaw Games (EverQuest), Dimensional Ink Games (DC) und Rogue Planet Games (PlanetSide). Die Studios agieren selbstständig, die Entwicklung wird nicht mehr zentral von Daybreak betrieben. PlanetSide 2 wird 2020 von Rogue Planet Games weiter ausgebaut mit einem sehr großen Outfit Update im Februar. Auch die Vision für ein PlanetSide 3 ist im Studio bereits klar verankert.

## Geschäftsmodell
PlanetSide 2 ist free-to-play, d. h. grundsätzlich kostenlos spielbar, bietet aber sogenannte Mikrotransaktionen, über die sich das Spiel finanziert. Im Spiel wird zwischen zwei Währungen unterschieden: Zertifikationspunkte erhält man durch das Sammeln von Erfahrung, Daybreak Cash stellt die kostenpflichtige Währung dar. Zahlende Spieler erzielen gegenüber nicht-zahlenden Spieler schnellere Fortschritte und erhalten mehr Individualisierungsmöglichkeiten. Alle Inhalte sind jedoch prinzipiell auch ohne Bezahlung erhältlich, lediglich kosmetische Dinge wie Tarnung, Embleme oder ähnliches kann man nur mit Daybreak Cash, also echtem Geld, kaufen. Zu den käuflich erwerblichen Spielinhalten zählen beispielsweise Erfahrungsbooster, Waffen, Helme, Rüstungen, Tarnfarben und optisches Fahrzeug-Tuning. Des Weiteren können Upgrades für die jeweiligen Infanterieklassen (sowie Fahr- und Flugzeugen) ausschließlich nur mit Zertifikationspunkten bezahlt werden. Außerdem kann man ein Abo abschließen und bekommt so mehr Erfahrungs- und Zertifikationspunkte in Gefechten, wodurch zahlende Spieler zusätzlich einen zeitlich bedingten Vorteil beim Freischalten von besseren Gegenständen haben.
Auch gibt es ein Player-Studio, bei dem Spieler Spielgegenstände designen, nach Genehmigung vertreiben können und am Umsatz beteiligt werden.

## Rezeption
Bewertungen in deutschen PC-Spielezeitschriften:
- GameStar: 87 % Spielspaß, „sehr gut“[12]
- PC Games: 75 % Spielspaß[13]

Steam-Reviews (Herbst 2019):
- Gesamt: „sehr positiv“ (82 %)[14]
- Kürzlich: „sehr positiv“ (75 %)